# Sonoma
Sonoma é uma cidade localizada no estado americano da Califórnia, no condado de Sonoma. Foi incorporada em 3 de setembro de 1883.
Pertence à rede das Cidades Cittaslow.

## Geografia
De acordo com o United States Census Bureau, a cidade tem uma área de 7,1 km², onde todos os 7,1 km² estão cobertos por terra.

### Localidades na vizinhança
O diagrama seguinte representa as localidades num raio de 16 km ao redor de Sonoma.

## Demografia
Segundo o censo nacional de 2010, a sua população é de 10 648 habitantes e sua densidade populacional é de 1 500,44 hab/km². Possui 5 544 residências, que resulta em uma densidade de 781,22 residências/km².